# Vlaamse Cultuurprijs voor Kritiek & Essay
De Vlaamse Cultuurprijs voor Kritiek & Essay is een van de Vlaamse Cultuurprijzen die door de Vlaamse overheid wordt toegekend. De prijs werd tussen 2003 en 2009 driejaarlijks toegekend. Sinds 2014 is er één overkoepelende Vlaamse Cultuurprijs voor de Letteren. De winnaar ontvangt een geldprijs van €10000 en een bronzen beeldje van de kunstenaar Philip Aguirre.

## Laureaten
- 2003: Geert Buelens
- 2006: Luc Huyse
- 2009: David Van Reybrouck